# Udhra ibn Abd Allah al-Fihri
ʿUdhra ibn ʿAbd Allāh al-Fihrī (in arabo عُذرة بن عبد الله الفهري‎?; fl. VIII secolo), wālī omayyade, ad interim, di al-Andalus, nel 726.

## Origine
La Histoire de l'Afrique et de l'Espagne, riporta che Udhra era figlio di Abd Allah Fihri (Makkari), di cui non si conoscono gli ascendenti.

La penisola iberica, nel 726, durante il governatorato di Udhra ibn Abd Allah al-Fihri

## Biografia
Il Diccionario biográfico español, Real Academia de la Historia, riporta che il Wali di al-Andalus, Anbasa ibn Suhaym al-Kalbi, prima di morire durante la razzia contro l'Aquitania, designò Udhra come suo successore.
Nel 726, ʿAnbasa  morì durante la razzia, come confermano gli Annales Francorum Ludovici Dufour, e, come riporta la Histoire de l'Afrique et de l'Espagne, ʿUdhra fu proclamato wālī di al-Andalus, ad interim, nell'attesa che il wālī d'Ifrīqiya, Bishr ibn Safwan al-Kalbi, (da cui al-Andalus dipendeva), proclamasse il nuovo governatore, confermato dal Califfo degli Omayyadi, Hisham ibn 'Abd al-Malik.
ʿUdhra rimase in carica per circa due mesi; poi fu sostituito dal nuovo wālī, Yaḥyā ibn Salāma al-Kalbī.